# The Essential Michael Jackson
The Essential Michael Jackson je kompilacija najvećih hitova američkog izvođača Majkla Džeksona izdata od strane Epik rekordsa 2005. godine. Pesme sa kompilacije predstavljaju Džeksonove radove za vreme kada je bio član porodične grupe Džekson 5, pa do poslednjeg studijskog albuma izdatog 2001. godine (ukupno 38 pesama).
Izdata je 18. jula 2005. u Velikoj Britaniji a dan kasnije i u SAD.

## Informacije
Na top listi britanskih albuma kompilacija je dostigla drugo mesto sa prodajom više od 200 000 kopija u pet meseci. U SAD je zauzela 96. mesto Bilbordovih 200 albuma i prodat je prema rečima Nilsen Saundsken u 188,995 kopija do aprila 2007.

## Lista pesama

### Internacionalna verzija

#### Disk jedan
-{
1. "I Want You Back" (The Jackson 5) – 2:58
2. "ABC" (The Jackson 5) – 2:57
3. "The Love You Save" (The Jackson 5) – 3:05
4. "Got to Be There" – 3:25
5. "Rockin' Robin" – 2:32
6. "Ben" – 2:46
7. "Blame It on The Boogie" (The Jacksons) – 3:30
8. "Shake Your Body (Down to the Ground)" (The Jacksons) – 3:45
9. "Don't Stop 'til You Get Enough" – 3:56
10. "Off the Wall" – 3:46
11. "Rock with You" – 3:23
12. "She's Out of My Life" – 3:37
13. "Can You Feel It" (The Jacksons) – 3:50
14. "The Girl Is Mine" (Michael Jackson & Paul McCartney) – 3:41
15. "Billie Jean" – 4:52
16. "Beat It" – 4:18
17. "Wanna Be Startin' Somethin'" – 4:17
18. "Human Nature" – 3:45
19. "P.Y.T. (Pretty Young Thing)" – 3:58
20. "I Just Can't Stop Loving You" (Michael Jackson and Siedah Garrett) – 4:11
21. "Thriller" – 5:14

}-

#### Disk dva
-{
1. "Bad" – 4:06
2. "The Way You Make Me Feel" – 4:26
3. "Man in the Mirror" – 5:18
4. "Dirty Diana" – 4:40
5. "Another Part of Me" – 3:46
6. "Smooth Criminal" – 4:17
7. "Leave Me Alone" – 4:39
8. "Black or White" – 3:21
9. "Remember the Time" – 3:59
10. "In the Closet" (Duet by Michael Jackson and Mystery Girl) – 4:48
11. "Who Is It" – 3:59
12. "Heal the World" – 6:24
13. "Will You Be There" – 3:40
14. "You Are Not Alone" – 4:55
15. "Earth Song" – 5:02
16. "They Don't Care About Us" – 4:44
17. "You Rock My World" – 5:08

}-

### SAD verzija

#### Disk dva
-{
1. "I Want You Back" (The Jackson 5)
2. "ABC" (The Jackson 5)
3. "The Love You Save" (The Jackson 5)
4. "Got to Be There"
5. "Rockin' Robin"
6. "Ben"
7. "Enjoy Yourself" (The Jacksons)
8. "Blame It on The Boogie" (The Jacksons)
9. "Shake Your Body (Down to the Ground)" (The Jacksons)
10. "Don't Stop 'til You Get Enough"
11. "Rock with You"
12. "Off the Wall"
13. "She's Out of My Life"
14. "Can You Feel It" (The Jacksons)
15. "The Girl Is Mine" (With Paul McCartney)
16. "Billie Jean"
17. "Beat It"
18. "Wanna Be Startin' Somethin'"
19. "Human Nature"
20. "P.Y.T. (Pretty Young Thing)"
21. "Thriller"

}-
-{
1. "Bad"
2. "I Just Can't Stop Loving You"
3. "Leave Me Alone"
4. "The Way You Make Me Feel"
5. "Man in the Mirror"
6. "Dirty Diana"
7. "Another Part of Me"
8. "Smooth Criminal"
9. "Black or White"
10. "Heal the World"
11. "Remember the Time"
12. "In the Closet"
13. "Who Is It"
14. "Will You Be There"
15. "Dangerous"
16. "You Are Not Alone"
17. "You Rock My World"

}-
- samo na Internacionalnoj verziji:

-{(2.15) "Earth Song" – 5:02

(2.16) "They Don't Care About Us" – 4:44}-
- samo na SAD verziji:

-{(1.07) "Enjoy Yourself" (The Jacksons)

(2.15) "Dangerous"}-

## Sertifikacije
| Zemlja       | Sertifikacija                    |
| ------------ | -------------------------------- |
| Australija   | Platinum (70,000 kopija prodato) |
| Brazil       | 3,000 kopija prodato             |
| Francuska    | 2x Gold (315,000 kopija prodato) |
| Irska        | Platinum (15,000 kopija prodato) |
| Japan        | 20,000 kopija prodato            |
| Novi Zeland  | Platinum (15,000 kopija prodato) |
| Južna Koreja | 3,200 kopija prodato             |
| Švedksa      | Gold (30,000 kopija prodato)     |
| Turska       | 20,000 kopija prodato            |
| SAD          | 190,000 kopija prodato           |
| VB           | 300,000 kopija prodato           |